# HD193138
HD193138 — хімічно пекулярна зоря спектрального класу F2, що має видиму зоряну величину в смузі V приблизно  7,9.
Вона  розташована на відстані близько 657,6 світлових років від Сонця.